# 曽根純恵
曽根 純恵（そね すみえ、1977年12月14日 - ）は、主に、CSのニュース専門チャンネルで活躍するニュースキャスターで、現在は日経CNBCのキャスター。

## 人物
- 神奈川県出身で、一時鳥取県の米子市で育つ。血液型B型。身長161cm。かつてはクリエイティブ・メディア・エージェンシー（CMA）に所属。
- 神奈川県立市ケ尾高等学校、中央大学経済学部国際経済学科卒業。
- ジャズダンスが特技で、アン・ルイスの熱狂的なファンである。
- テレビ朝日アスクでアナウンス技術を学ぶ。

### キャスターデビュー以降
- 2001年春、放送局のアナウンサーの経験がなかった曽根は、当時のJNNニュースバード（現在のTBSニュースバード）でキャスターを務めることになった。これが、本人にとってキャスターデビューであった。
- 局アナに伍して「JNNイブニング」のサブも担当することがあったほか、かつて年末の「ニュースの森」のアメ横中継にも登場したことがあった。2007年4月より2009年3月まで、東証アローズからの市況中継も担当していた（日経CNBC移籍後も、2010年3月迄担当していた）。
- 2001年にキャスターを始めたころは最年少だったのが、2009年3月の時点になると、ニュースバードの10人のキャスターの中では柴山延子に次ぐ古参のキャスターになっていた。
- 2009年3月27日、8年間務めてきたニュースバードのキャスターを卒業することを、曽根本人が放送中に明かした。降板に際し、かつてのニュースバードの同僚宮本優香との対談の模様が放映されて、最後に視聴者に向けてお別れの挨拶を行った。
- それから3日後の3月30日、ニュースバードとライバル関係にある日経CNBCのニュース番組（16:30）に突然登場。電撃的な移籍を果たす。一方、4月2日からは日経CNBCで2008年9月まで活動していた松澤千晶がニュースバードに初登場。曽根と松澤との間でいわば「交換トレード」が成立する格好となった。
- 2010年3月をもって、これまで所属してきたクリエイティブ・メディア・エージェンシー（CMA）を退社。
- 2010年3月29日より、日経CNBCのメインキャスターを務める。

## 現在の出演番組
- 昼サテ - （テレビ東京）
- ラップトゥデイ - メインキャスター（日経CNBC）
- 夜エクスプレス（木曜）（日経CNBC）
- 日経ヴェリタストーク - メインキャスター（日経CNBC）
- ザ・金融闘論 (日経CNBC）

## 過去の出演番組
TBSニュースバード関連
- JNNイブニング 2008年2月1日（代理出演）
- 報道の魂 2008年8月17日「白雲にのりて君還りませ〜学徒出陣と最後の早慶戦〜」（TBSテレビなど）

日経CNBC関連　
- 日米マーケットリレー朝エクスプレス
- ビジネスヘッドライン（09:00、10:00、11:00、11:52、13:00、14:00、15:00）
- ニュース（16:30）
- E morning（第3部）（テレビ東京）
- NEWS FINE（第1部）（テレビ東京）
- デリバティブマーケット(2010年4月 - 2011年5月6日）
- ニュース・アジア株（19:00）
- 昼エクスプレス- メインキャスター
- 後場NOW

ラジオ番組
- 植木靖男のマーケット・ラウンジ(2007年10月 - 2007年12月、ラジオNIKKEI第1放送 毎週木曜日） - アシスタント
- 日経ヴェリタス 曽根純恵のナルホドそーね（2013年4月9日 - 2016年1月26日、ラジオNIKKEI第1放送 毎週火曜日 16:45 - 17:10） - パーソナリティ